# IC 3866/1
IC 3866/1 је спирална галаксија у сазвијежђу Береникина коса која се налази на листи објеката дубоког неба у Индекс каталогу.
Деклинација објекта је + 22° 21' 51" а ректасцензија 12h 54m 15,5s. Привидна величина (магнитуда) објекта IC 3866 износи 15,4 а фотографска магнитуда 16,2.